# Саннефіорд (футбольний клуб)
«Саннефіорд» (норв. Sandefjord Fotball) — норвезький футбольний клуб з Саннефіорда. Заснований у 1998 році. Домашні матчі проводить на«Комплетт Арена», яка вміщує 6 582 глядача.

## Історія
Клуб «Саннефіорд» було утворено у 1998 році шляхом об'єднання двох клубів «ІЛ Рунар» та «Саннефіорд Баллклуб». Останнього з них «Саннефіорд» змінив у турнірі Другого дивізіону. І вже в перший свій сезон клуб домігся підвищення до Першого дивізіону. Там клуб одразу закріпився у групі команд, які виборювали підвищення до Тіппеліги. У 2002 та 2003 роках «Саннефіорд» посідав третє місце у турнірній таблиці але кожного разу поступався у матчах перехідного плей-оф. Лише у 2005 році під керівництвом тренера Тора Тодесена клуб нарешті зумів виграти турнір Першого дивізіону і вийшов до Тіппеліги.
У своєму дебютному сезону в еліті «Саннефіорд» посів дев'яте місце. Але вже наступного року команда опинилася серед аутсайдерів і знову повернулася до Першого дивізіону. І тільки у 2009 році «Саннефіорд» зумів знову стартувати у Тіппелізі.
Після того клуб ще кілька разів змінював лігу. Найвищим досягнення команди у Вищому дивізіоні є восьме місце у сезоні 2009 року.

## Кольори та емблема
Наразі основні кольори клубу — сині футболки і шорти і білі гетри. Але під час утворення клубу було прийнято рішення, що «Саннефіорд» буде мати кольори від своїх батьківських клубів — «ІЛ Рунар» (білий), «Саннефіорд Баллклуб» (чорно-жовті). Свою сьогоднішню емблему клуб прийняв у 2006 році. На старій емблемі поряд з червоним та синім кольорами був також жовтий колір. Білий контур хвоста кита нагадує про минуле міста Саннефіорд як місто китобоїв. Тільки з 2016 року клуб остаточно прийняв синій колір форми.

## Стадіон

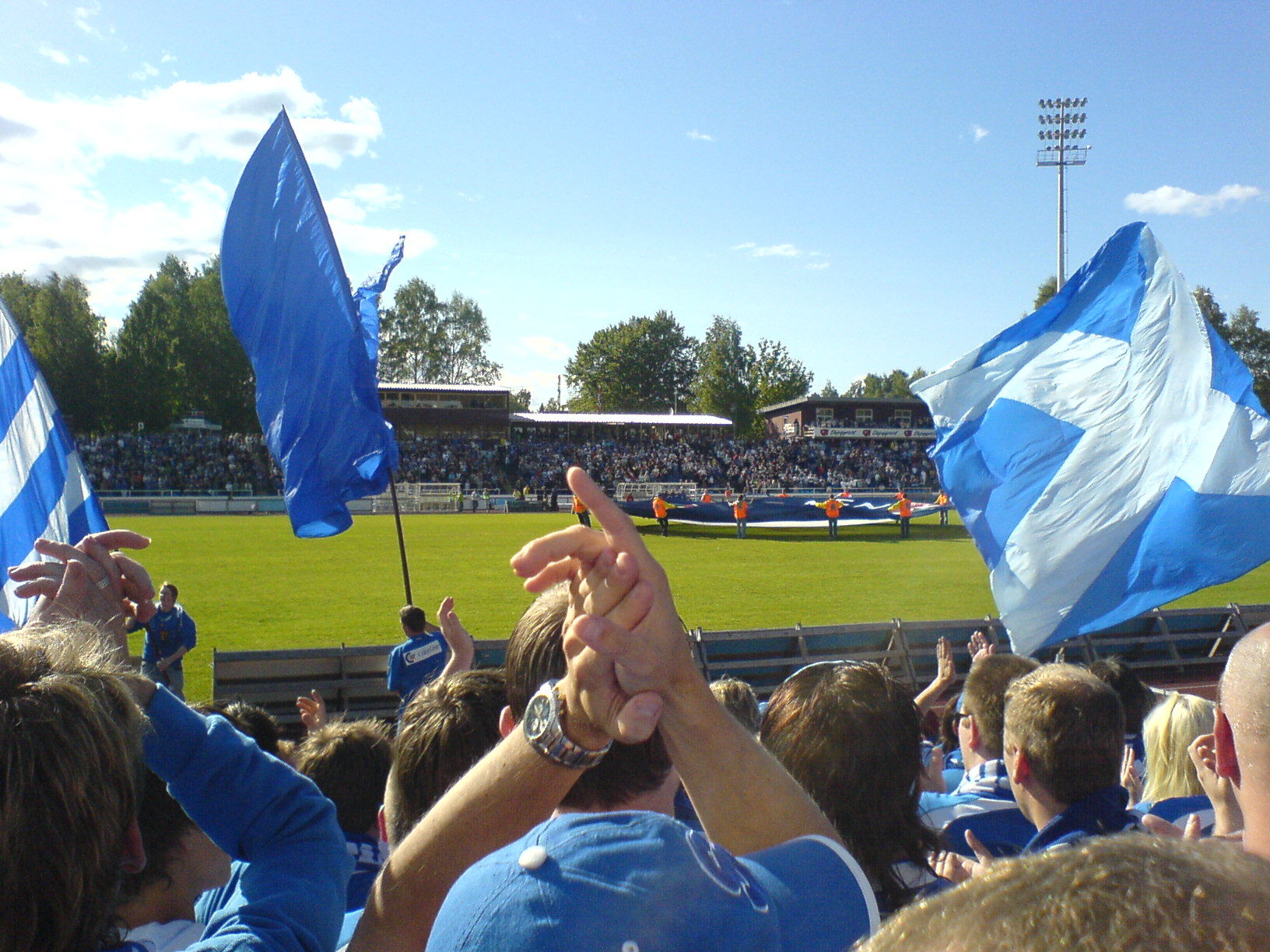
Storstadion у липні 2006 року

Домашні матчі «Саннефіорд» проводить на «Комплетт Арена», який розрахований на майже шість тисяч глядачів. Цей сучасний комплекс було відкрито 21 липня 2007 року. І у той же день було встановлено рекорд відвідуваності, коли на матчі проти «Люна» були присутні 8 100 вболівальників. У подальших планах клуба і міста розширення стадіону до 12 500 місць.
До відкриття «Комплетт Арена» «Саннефіорд» приймав суперників на Storstadion, який не відповідав всім вимогам клуба.

## Досягнення
Перший дивізіон
- Переможець : 2014

Кубок Норвегії
- Фіналіст : 2006

## Склад команди
Станом на 26 червня 2021

| №  | Поз. | Нац.     | Гравець                   |
| -- | ---- | -------- | ------------------------- |
| 1  | ВР   | Норвегія | Якоб Сторевік             |
| 2  | ЗХ   | Норвегія | Бріс Вембангомо           |
| 3  | ПЗ   | Норвегія | Ветле Валле Егелі         |
| 4  | ПЗ   | Іспанія  | Енрік Вальєс              |
| 5  | ЗХ   | Австрія  | Марк Кройцлиглер          |
| 6  | ПЗ   | Норвегія | Сандер Рісан              |
| 7  | НП   | Іспанія  | Маркос Келорріо           |
| 8  | ПЗ   | Бразилія | Зе Едуардо                |
| 9  | НП   | Норвегія | Сіверт Гуссіес            |
| 11 | НП   | Норвегія | Крістоффер Норманн Гансен |
| 12 | ЗХ   | Норвегія | Матс Гокенстад            |

| №  | Поз. | Нац.                 | Гравець                |
| -- | ---- | -------------------- | ---------------------- |
| 13 | ЗХ   | Норвегія             | Ларс Маркманруд        |
| 14 | НП   | Норвегія             | Александер Рууд Тветер |
| 15 | НП   | Норвегія             | Ерік Бренден           |
| 16 | ПЗ   | Норвегія             | Андре Седлунд          |
| 17 | ЗХ   | Норвегія             | Сандер Моен Фосс       |
| 18 | ПЗ   | Швеція               | Вілліам Куртович       |
| 19 | ПЗ   | Боснія і Герцеговина | Амер Ордагич           |
| 21 | ПЗ   | Норвегія             | Педер Меен Йогансен    |
| 23 | ЗХ   | Ісландія             | Відар Йонссон          |
| 24 | ПЗ   | Норвегія             | Гармет Сінгх (капітан) |
| 92 | ВР   | Данія                | Фредерік Дуе           |